# Anaspis apfelbecki
Anaspis apfelbecki is een keversoort uit de familie bloemspartelkevers (Scraptiidae). De wetenschappelijke naam van de soort is voor het eerst geldig gepubliceerd in 1894 door Schilsky.